# 陈艳 (游泳运动员)
陈艳（1979年5月2日—）是一名中国游泳运动员，主攻仰泳项目。她在1996年亚特兰大夏季奥林匹克运动会中，参加了女子4×100米混合式接力比赛并获得铜牌。